# SAR-Klasse GCA
Die Fahrzeuge der Klasse GCA der South African Railways (SAR) waren Gelenklokomotiven der Bauart Garratt. Sie waren mit Achslasten von etwa 11 bis 12 t für leichten Oberbau bestimmt; die Achsfolge war (1'C1')(1'C1').
Die Konstruktion der Lokomotiven basierte auf der Klasse GC. Da die Patente von Beyer-Peacock inzwischen ausgelaufen waren, konnten die Lokomotiven diesmal beim deutschen Hersteller Krupp bestellt werden, der 1927 13 und 1928 26 Maschinen auslieferte.
Anders als die Klasse GC hatten die GCA einen Barrenrahmen, eine runde Stehkesseldecke sowie Wassertanks mit gewölbter Oberseite und abgerundeten oberen Längskanten. Gegenüber der GC waren auch die Vorräte etwas vergrößert worden, allerdings wurden die GC später entsprechend umgebaut.
Die letzten Lokomotiven der Klasse GCA waren bei der SAR 1976 im Einsatz, wo sie zuletzt als Bauzug-Lokomotiven dienten. Einige wurden an Industriebahnen verkauft.
Drei Lokomotiven Nr. 2196, 2199 und 2621 sind erhalten, allerdings nicht in betriebsfähigem Zustand.